# Riserva naturale Bibbona
La riserva naturale Bibbona è un'area naturale protetta della regione Toscana istituita nel 1977.
Occupa una superficie di 5,84  ha nella provincia di Livorno.